# بلاگوست استویانوف
بلاگوست استویانوف (بلغاری: Благовест Стоянов؛ زادهٔ ۲۱ مارس ۱۹۶۸) قایقران کانو اهل بلغارستان است.